# ارمیاس مغولی
ارمیاس مغولی یا ارمیاس آرگوس (به کره‌ای :표범장지뱀، چینی :丽斑麻蜥، روسی :Монгольская ящурка)، که معمولاً به عنوان تیزروی مغولی نیز شناخته می‌شود، گونه‌ای سوسمار از خانواده سوسماران راستین است. این گونه بومی آسیا است و دو زیرگونه شناخته‌شده دارد.
ارمیاس مغولی تخم‌زا است.